# Salut'm a Sord
Salut'm a Sord è un album di Leone Di Lernia uscito nel 1994. L'album è suddiviso in 10 brani.

## Tracce
1. Ti si mangiate la banana - 4:27 (F. Bontempi-A. Cordon-G. Spagna)
2. Voglio fare tanti soldi - 3:10 (L. Rosi-M. Ceramicola)
3. Tammurriata nera - 4:06 (E.A. Mario-E. Nicolardi)
4. Vattén - 4:02 (D. Ceglie-Names-Di Lernia)
5. Mi fa male la capa - 4:33 (D. Ceglie-Names-Di Lernia)
6. Salut'm a Sord - 2:46 (D. Ceglie-Names-Di Lernia)
7. Il temporale - 3:15 (D. Ceglie-Names-Di Lernia)
8. In crociera - 3:18 (D. Ceglie-Names-Di Lernia)
9. La cassa del morto - 3:50 (D. Ceglie-Names-Di Lernia)
10. Radio Bru Bru - 4:49 (D. Ceglie-Names-Di Lernia)